# Bathygobius curacao
Bathygobius curacao är en fiskart som först beskrevs av Metzelaar, 1919.  Bathygobius curacao ingår i släktet Bathygobius och familjen smörbultsfiskar. Inga underarter finns listade.